# Rue David-Bowie
Rue David-Bowie je ulice v Paříži. Nachází se v 13. obvodu. Nese jméno britského umělce Davida Bowieho (1947-2016).

## Poloha
Ulice vede od křižovatky s Avenue Pierre-Mendès-France a končí u Rue Gisèle-Freund. Ulice je orientována ze východu na západ. Projekt počítá s prodloužením ulice směrem na boulevard de l'Hôpital.

## Historie
Silnice vznikla jako součást stavebního projektu Paris Rive Gauche. Měla prozatímní název „voie DZ/13“. Začátkem roku 2020 se rada 13. obvodu a pařížská rada rozhodly pojmenovat ji na památku Davida Bowieho, výjimečně jako výjimku z pravidla, které stanoví, že jméno osobnosti lze použít pro veřejné prostranství v Paříž minimálně pět let po jeho smrti. Ulice byla slavnostně otevřena dne 8. ledna 2024, v den výročí umělcova narození v roce 1947.